# Blæstadgrenda
Blæstadgrenda ist eine Ortschaft in der norwegischen Kommune Hamar in der Provinz (Fylke) Innlandet. Der Ort ist auch unter dem Namen Vangli bekannt. Blæstadgrenda hat 447 Einwohner (Stand: 1. Januar 2024).

## Geografie
Blæstadgrenda ist ein sogenannter Tettsted, also eine Ansiedlung, die für statistische Zwecke als eine Ortschaft gewertet wird. Der Ort liegt im Süden der Kommune Hamar, etwas östlich der Stadt Hamar.

## Geschichte
Der Tettsted wurde nach dem Hof Blæstad benannt, dessen Geschichte bis in die Wikingerzeit reicht. Von 1923 bis 1964 existierte dort eine Landwirtschafts- und Gärtnerschule. Im Jahr 1969 wurde in Blæstad die Landmaschinenschule Statens Landbruksmaskinskole eröffnet.

## Verkehr
Durch Blæstadgrenda führt der Riksvei 25. Dieser stellt Richtung Westen die Verbindung zur Stadt Hamar und zur Europastraße 6 (E6) her. Richtung Osten führt der Riksvei 25 auf den Riksvei 3 zu.